# محمد مهدی ناصحی
محمد مهدی ناصحی (زادهٔ ۱۳۴۷ در نکا) پزشک و سیاستمدار ایرانی است. در کارنامه مدیریتی دکتر ناصحی، مسئولیت‌های متعددی در سطوح مختلف نظام سلامت کشور دیده می‌شود. وی نهمین رئیس دانشگاه علوم پزشکی و قائم مقام وزیر بهداشت در مازندران و نماینده ویژه و تام‌الاختیار وزیر بهداشت بوده و هم‌اکنون مدیرعامل سازمان دولتی بیمه سلامت ایران می‌باشد.

## تحصیلات
- فوق تخصص بیماری‌های مغز و اعصاب کودکان (نورولوژی کودکان) ۱۳۹۴/۰۶/۱۹
- تخصص بیماری‌های کودکان ۱۳۸۸/۰۶/۳۱
- دکترای حرفه‌ای پزشکی ۱۳۷۳/۰۵/۲۹[۸]

## مسئولیت‌ها
- مدیرعامل سازمان دولتی بیمه سلامت ایران
- عضو هیئت مدیره سازمان دولتی بیمه سلامت ایران
- رئیس دانشگاه علوم پزشکی مازندران
- قائم مقام وزیر بهداشت در مازندران
- نماینده تام‌الاختیار وزیر بهداشت در امور مربوط به مهار کرونا استان‌های مازندران و گلستان
- معاون بهداشت دانشگاه علوم پزشکی مازندران
- نماینده ویژه وزیر بهداشت
- مدیر گروه اطفال دانشگاه علوم پزشکی شهید بهشتی
- عضو هیئت علمی دانشگاه علوم پزشکی شهید بهشتی
- دبیر هیئت‌های امناء و شوراهای وزارت بهداشت
- عضو کمیته پژوهشی و داوری مرکز تحقیقات پاتولوژی ایران[۹]